# Comte de Chester

Armes del Comte de Chester: Atzur, amb 3 garbes de blat

El comtat de Chester — earldom of Chester (anglès) — fou una jurisdicció de l'Anglaterra normanda centrada en Chester. El títol de comte de Chester va ser un dels més poderosos títols de l'Anglaterra medieval. El Cheshire pertanyia als comtes, així com els honors de Chester, és a dir diverses terres i llocs a tota Anglaterra. Després de la mort de Joan l'Escocès el 1237, el títol fou adquirit a les germanes de Ranulf de Blondeville, gendre de Conan IV de Bretanya, pel rei Enric III d'Anglaterra, que el va acabar donant al seu fill Eduard (1301). Des del 1301, el títol fou generalment donat a l'hereu designat del tron d'Anglaterra. Des de 1399, és donat conjuntament amb el títol de Príncep de Gal·les.
Primera creació (1071)
- 1071-1101 : Hug d'Avranches († 1101) ;
- 1101-1120 : Ricard d'Avranches (1094-1120). Fill de l'anterior.
- 1120-1129 : Ranulf el Meschin († 1129). Cosí germà del precedent.
- 1129-1153 : Ranulf de Gernon († 1153). Fill del precedent;
- 1153-1181 : Hug de Kevelioc (1147-1181). Fill del precedent;
- 1181-1232 : Ranulf de Blondeville (1172-1232). Fill del precedent.
- 1232-1237 : Joan l'Escocès (vers 1207-1237), comte de Huntingdon. Nebot del precedent;

Segona creació (1264)
- 1264-1265 : Simó V de Montfort (1208-1265), comte de Leicester.

El títol fou reprès per la corona.
Tercera creació (1301)
- 1301-1307 : Eduard II d'Anglaterra (1284-1327), rei el 1307. Fill d'Eduard I.

El títol és reprès per la corona.
Quarta creació (1312)
- 1312-1327 : Eduard III d'Anglaterra (1312-1377), rei el 1327. Fill d'Eduard II.

Llavors, el títol fou donat de manera separada al de Príncep de Gal·les als hereus designats de la corona del Regne Unit.
- 1343-1376 : Eduard el Príncep Negre (1330-1376). Fill d'Eduard III;
- 1376-1377 : Ricard de Bordeaux (1367-1400). Fill del precedent. Va pujar al tron el 1377 sota el nom de Ricard II.

A partir de 1399, el títol va quedar associat al de Príncep de Gal·les.